# 송주석
송주석(宋柱錫, 1967년 2월 26일 ~ )은 대한민국의 전 축구 선수 및 지도자이다. 본관은 여산(礪山)이다.

### 선수 경력
1990년, 현대 호랑이에서 프로 선수 경력을 시작하여 그해 K리그 신인선수상을 수상하였다.